# Riisa Naka
Riisa Naka (jap. 仲 里依紗, Naka Riisa; * 18. Oktober 1989 im Landkreis Higashi-Sonogi, Präfektur Nagasaki) ist eine japanische Schauspielerin und Synchronsprecherin, die bei der Agentur Amuse unter Vertrag steht. Sie hat einen schwedischen Großvater.
Sie ist mit dem Schauspieler Nakao Akiyoshi verheiratet und hat am 4. Oktober 2013 einen Sohn geboren.

## Filmografie (Auswahl)
- 2006: Das Mädchen, das durch die Zeit sprang (時をかける少女, toki o kakeru shōjo) Stimme der Protagonistin Makoto Konno
- 2006: Insel Zeiten (アイランド タイムズ, Airando taimuzu)
- 2006: Shibuya-ku Maruyama-chō (渋谷区円山町)
- 2008: Chi-chan wa yūkyū no mukō (ちーちゃんは悠久の向こう)
- 2008: Hachi One Diver (ハチワンダイバー) – Soyo Nakashizu
- 2008: Gachiboy (ガチ☆ボーイ)
- 2008: Jun Kissa Isobe (純喫茶磯辺) – Sakiko Isobe
- 2009: Summer Wars (サマーウォーズ, Samā wōzu) – Yumi Jinnouchi
- 2010: Zebraman: Vengeful Zebra City (ゼブラーマン – ゼブラシティの逆襲, Zeburāman – zebura shiti no gyakushū) – Zebra Queen/Yui
- 2010: Toki o kakeru shōjo/The Girl Who leapt Through Time (Live Action) – Akari Yoshiyama
- 2020: Alice in Borderland – Mira
- 2021: Tokyo MER: Mobile Emergency Room (TOKYO MER～走る緊急救命室～, Tokyo MER: Hashiru Kinkyū Kyūmeishitsu) – Chiaki Takanawa